# 卡瓦柳-迪埃加什
卡瓦柳-迪埃加什是葡萄牙布拉干萨区的一个堂区。总面积2.82平方公里，总人口134人，人口密度47.5人/平方公里。